# Grand Palais Éphémère
El Grand Palais éphémère (en català, Gran Palau Efímer) és una sala d'exposicions temporal situada a París sobre del Camp de Mart, concebuda i realitzada per l'empresa GL Events amb l'arquitecte Jean-Michel Wilmotte.

## Història
L'edifici va ser construït davant de la torre Eiffel, al Camp de Mart, amb l'objectiu d'acollir exposicions i esdeveniments culturals durant les obres de renovació del Grand Palais projectades per la Réunion des Musées Nationaux, que havien començat el març del 2021 amb una durada prevista d'aproximadament tres anys. Aquest recinte de 10 000 m2 va ser completat el maig de 2021, i també es va preveure el seu ús durant els Jocs Olímpics d'Estiu de 2024. El Grand Palais éphémère va obrir les portes el 12 de juny de 2021.
El 12 de juliol de 2021, Emmanuel Macron es va adreçar als francesos des del Grand Palais éphémère per anunciar les noves mesures per fer front a la pandèmia de COVID-19 per l'esclat de la variant Delta; com van ser l'extensió del passi sanitari i l'obligació de la vacunació entre els cuidadors.
El Grand Palais éphémère, també anomenat Arena Champ de Mars, acollirà les proves de lluita i de judo dels Jocs Olímpics d'estiu de 2024.
L'empresa GL Events és la concessionària del Grand Palais éphémère. Va encarregar-se de la concepció i la seva construcció, en gestiona el manteniment i s'encarregarà de la revenda de l'edifici.

## Construcció
La construcció de fusta, amb un cost de 40 milions d'euros, va ser resultat d'un concurs públic encarregat per la Réunion des Musées Nationaux i del Comitè d'organització dels Jocs olímpics i paralímpics d'estiu de 2024, que van confiar la concessió a l'empresa GL Events.
L'edifici en forma de creu, d'una longitud de 145 metres per una amplada de 130 metres, culmina als 20 metres d'alçada. El seu marc corbat de fusta va ser prefabricat en un taller abans de ser muntat in situ. Els 44 arcs estructurals, dissenyats en fusta laminada d'avet, funcionen en compressió per minimitzar la massa de fusta emprada, i són completats per elements de vidre i de formigó. L'estructura està recoberta d'una doble pell inclosa una capa d'EFTE.
L'edifici serà desmuntat l'any 2024. Està dissenyat per ser revenut per peces. Segons l'arquitecte, alguns municipis ja han adquirit diferents elements de l'edifici.

## Finançament
S'estima en 40 milions d'euros el cost de construcció de l'edifici. Segons el promotor de l'operació, el finançament és íntegrament cobert pels beneficis del lloguer del Grand Palais i pels Jocs Olímpics.

## Esdeveniments organitzats
- El juliol de 2021, va acollir la 10a edició del fòrum dels enginyers i arquitectes de la fusta en el Forum International Bois Construction.[17][18]
- Des del 2021, organitza anualment el Palais augmenté, el primer festival dedicat a la creació artística en realitat augmentada.[19][20]
- A l'octubre de 2021 hi té lloc la Fira internacional d'art contemporani (FIAC).[21]
- A finals de 2022 i fins al 9 de gener de 2023, la marca de moda francesa Chanel hi fa el seu «Grand numéro».[22]
- Del 21 al 23 d'abril de 2023, el festival del llibre hi va organitzar el seu esdeveniment anual.
- Del 18 al 22 d'octubre de 2024: Paris+ per Art Basel[23]
- Del 3 al 7 d'abril de 2024 : Art Paris 2024.[24]

## Galeria

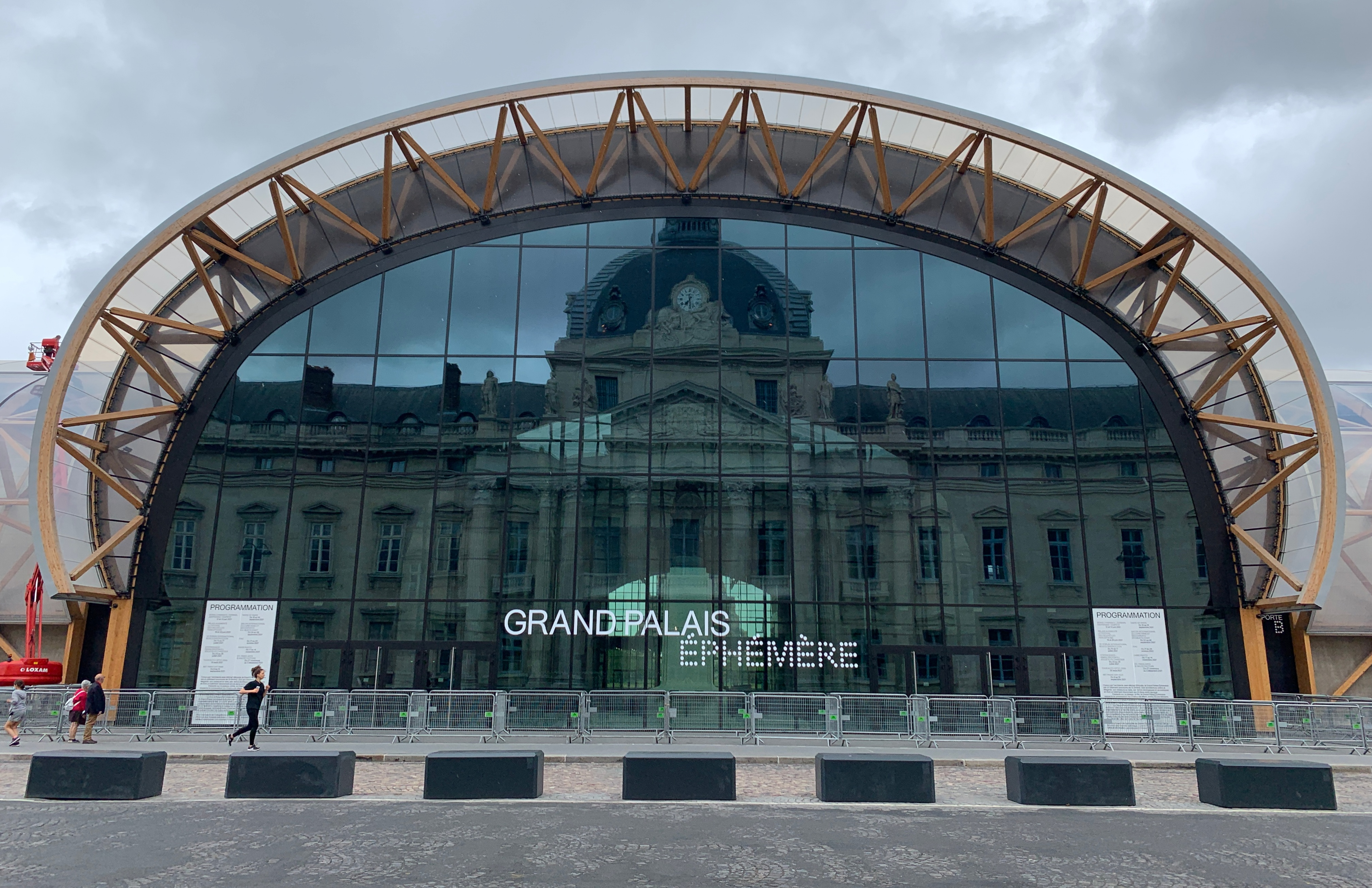
Entrada del Grand Palais Éphémère.
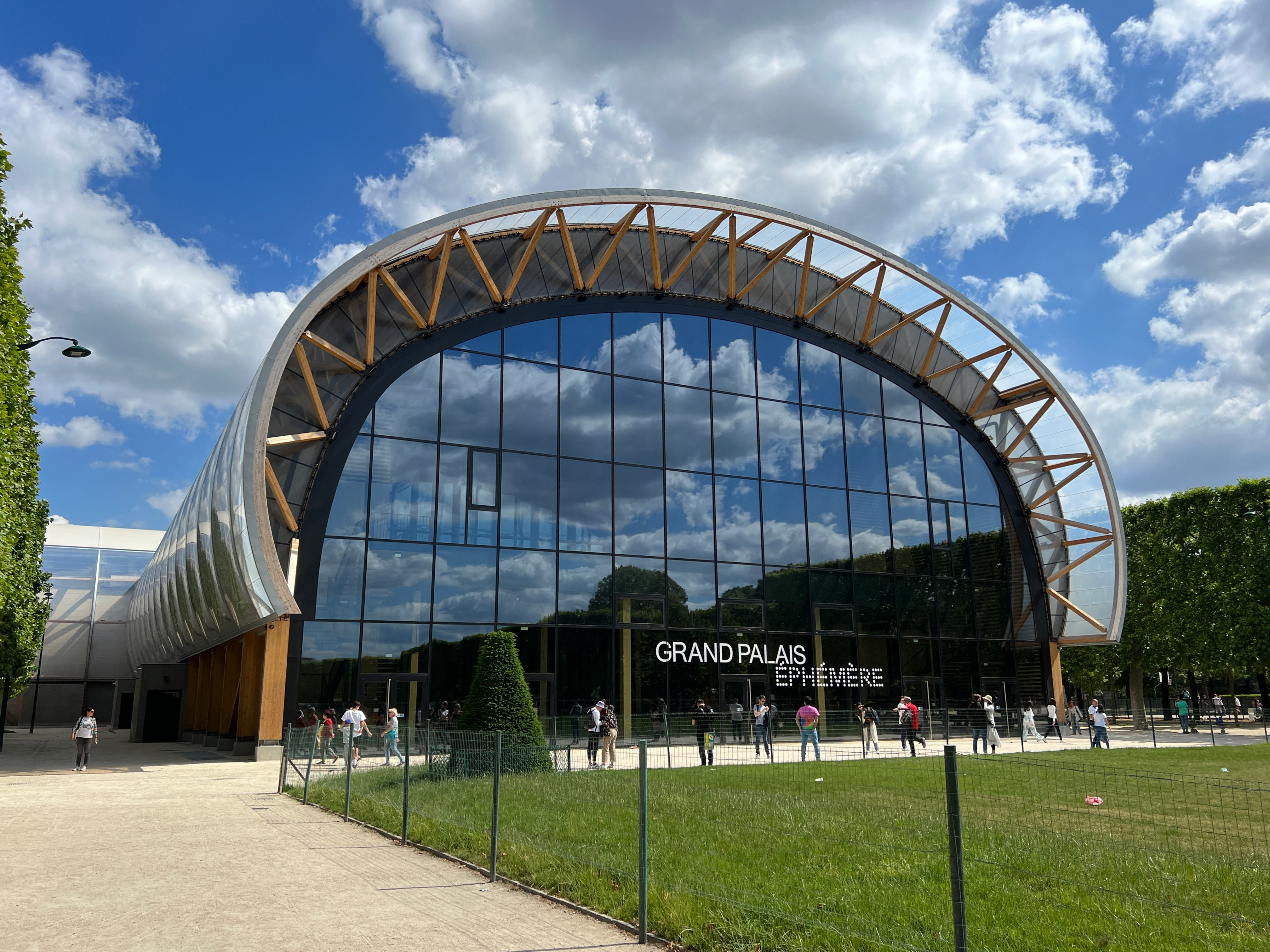
Entrada
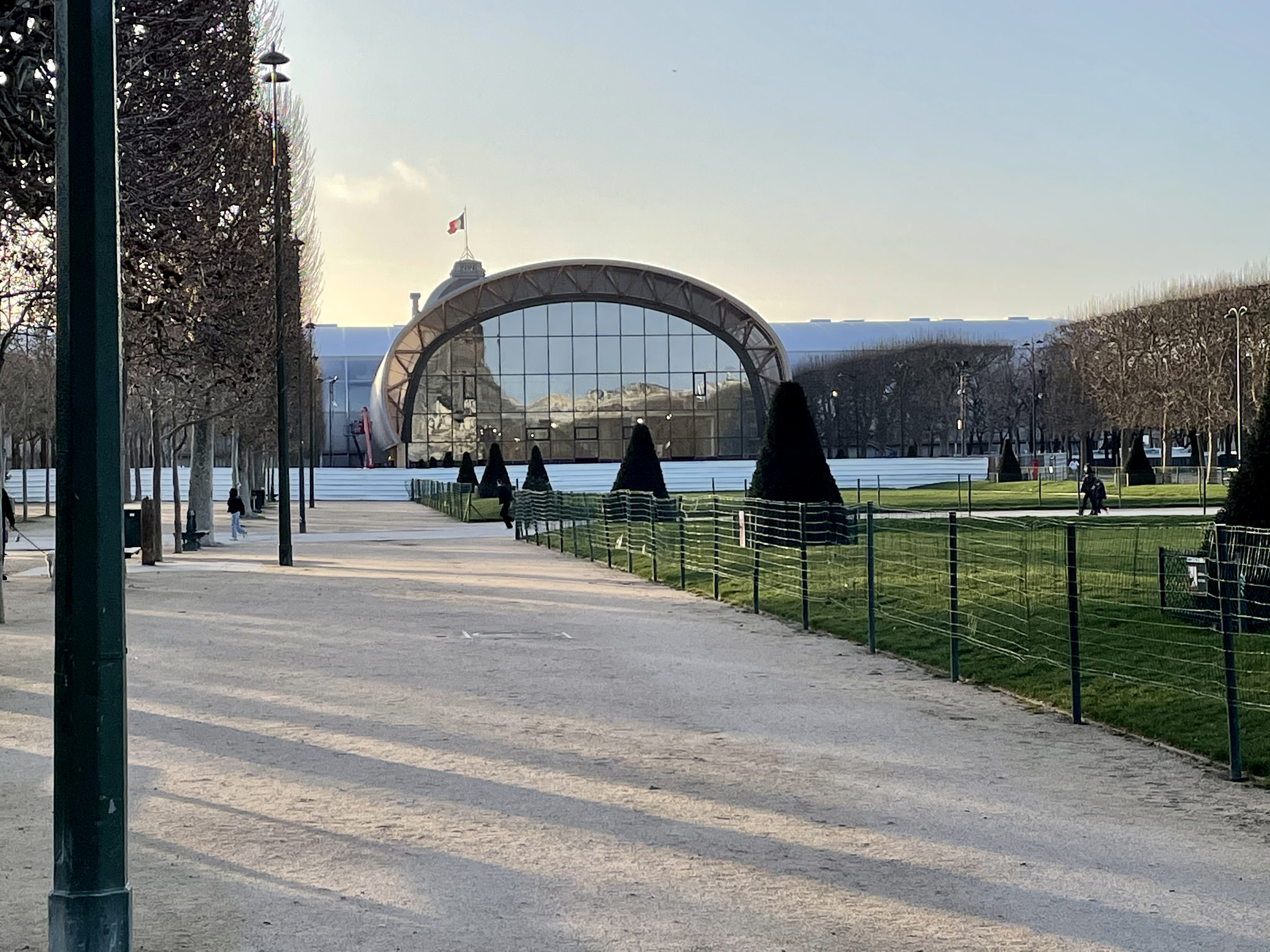
Grand Palais Éphémère (vist des de l'esquerra).
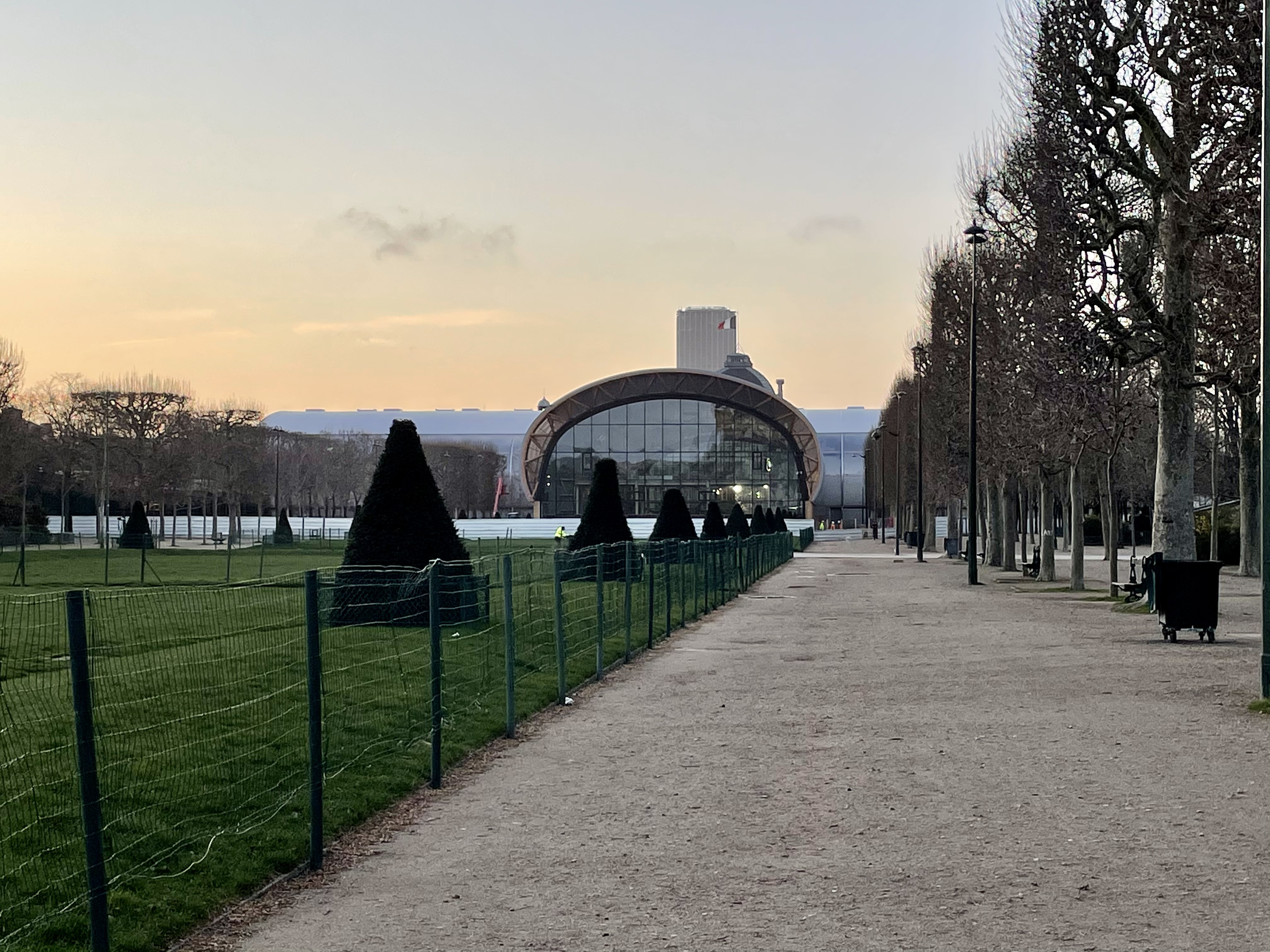
Grand Palais Èphémère (vist des de la dreta).
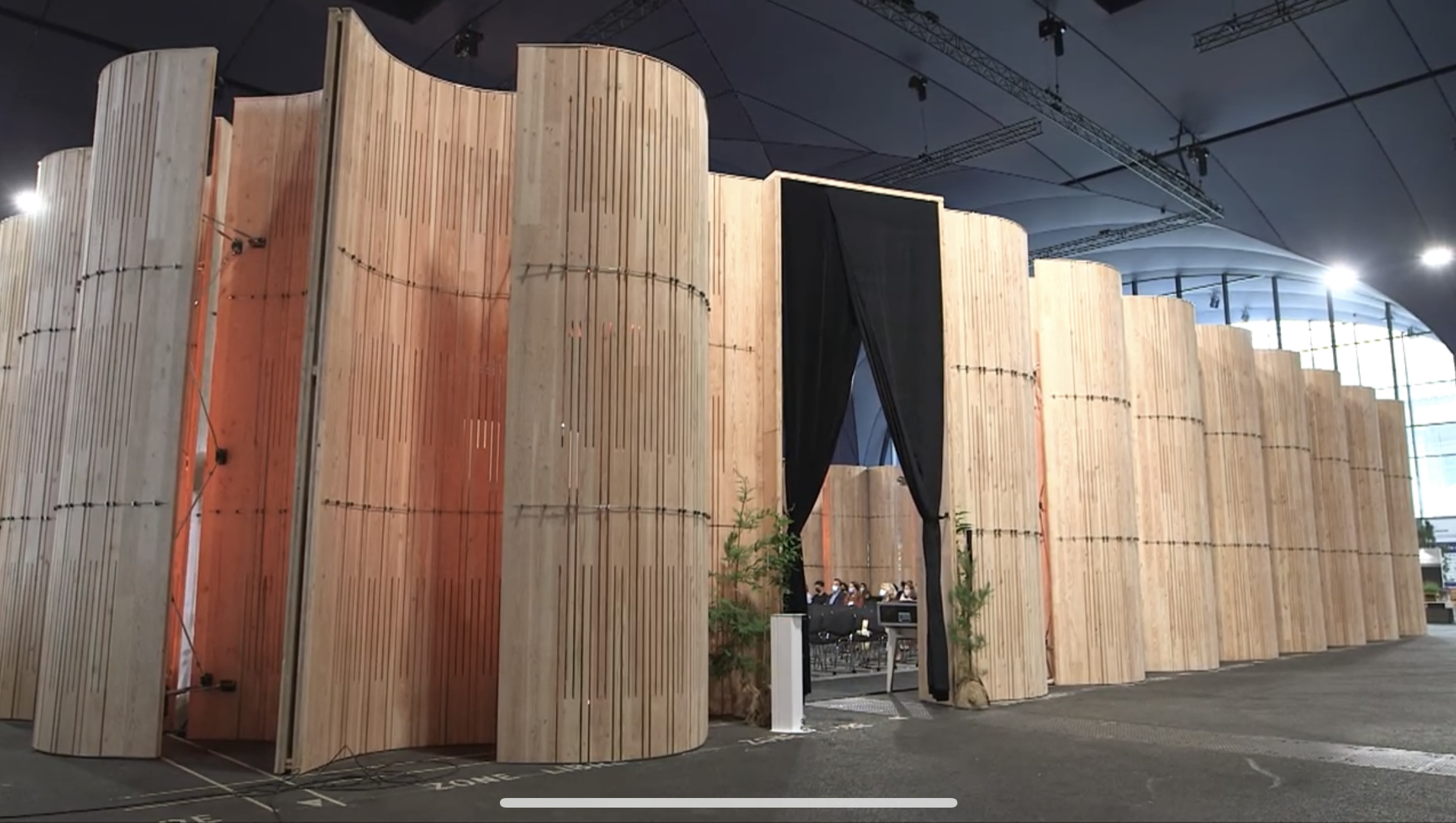
Auditori efímer instal·lat en el sí del Grand Palais éphémère per al 10è Forum international Bois Construction.